# Костюмний обладунок

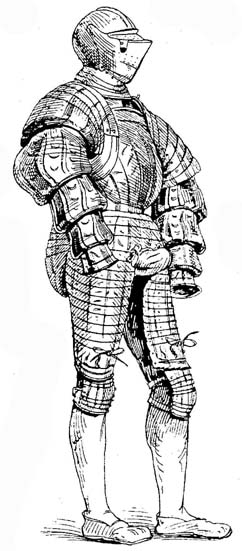
Костюмний обладунок імператорського польового капітана ландскнехтів Вілем із Рожмберку (XVI століття)

Костю́мний обладу́нок — обладунок у формі одягу, часто в стилі доби Відродження (наприклад, ландскнехтського одягу), але зустрічалися також і обладунки, стилізовані під вбрання стародавніх греків і римлян.
Пік моди на подібні обладунки припав на першу чверть XVI століття — розквіт доби Відродження, панування ландскнехтів та кірасирів і початок занепаду лицарства. Саме останні лицарі під впливом Відродження мали такі обладунки; їхня висока вартість призвела до того, що багато дворян замість того, щоб за традицією пройти посвяту в лицарі, коли їм стане 21 рік, вважали за краще залишатися есквайрами й служити не лицарями, а кірасирами, жандармами, райтарами, гусарами й ін., і навіть бути офіцерами в піхоті, що всього лише сотню років тому було неприйнятним для багатьох дворян.
Володіння подібним вкрай дорогим обладунком було поважним для лицаря, бо це справляло сильне враження на оточення під час турніру або іншого урочистого заходу. Якщо в минулі століття — за часів кольчуг і бригантин — це обходилося в порівняно невелику ціну (для цього просто прикрашали шоломи розфарбованими гербовими фігурами з пап'є-маше, дерева або пергаменту, а поверх обладунку надягали ошатне сюрко, накриваючи ним також і коня), то в XVI столітті для того, щоб вразити натовп, треба було багато грошей.
До того ж раніше турнірний обладунок використовували й у бою, а в XVI столітті вже мало хто його одягав. Існували й спеціальні обладункові гарнітури, в яких до звичайного обладунку додавалися спеціальні частини, які перетворювали його в турнірний, але такі засоби теж коштували дуже дорого, а виглядали гірше, ніж костюмні обладунки. При цьому не всі костюмні обладунки підходили для турнірів.
Дуже гарні й впливові обладунки, схожі до античних, наприклад у стилі італ. alia romana (на римський лад), через недостатній захист не використовувалися для турнірів, при тому, що такий обладунок був набагато дорожчий за бойовий. Власник подібного обладунку, хоч і хизувався в ньому на турнірі, але для поєдинку все ж одягав інший обладунок. Не кожен учасник турніру міг дозволити собі мати, крім турнірного обладунку, ще й такий, який можна використати лише параду.
Інші різновиди костюмних обладунків одягалися й для турнірних боїв, оскільки забезпечували хороший захист, у зв'язку з чим широко вживаними стали обладунки, які виглядали як одяг XVI століття. Ціна таких обладунків визначалася не тільки великою кількістю прикрас із золота і якістю, а й складністю виготовлення: одяг тієї епохи часто мав чудернацькі елементи (наприклад, величезні рукави), викувати такий обладунок міг не всякий коваль, тому найдивовижніші обладунки були також і найдорожчими.

## Письменство
- Ефимов С. В., Рымша С. С. Оружие Западной Европы XV—XVII вв. — Том 1. Доспехи, клинковое оружие, оружие на древках. — СПб.: Атлант, 2009. — 400 с.: ил. — (Оружейная академия). — ISBN 978-5-98655-022-0.
- Жарков С. В. Рыцари. Первая полная энциклопедия. — М.: Эксмо; Яуза, 2016. — 672 с.: ил. — (Лучшие воины в истории). — ISBN 978-5-699-87152-0.
- Келли Фрэнсис, Швабе Рэндольф. История костюма и доспехов. От крестоносцев до придворных щеголей / Пер. с англ. Т. Е. Любовской. — М.: ЗАО «Центрполиграф», 2007. — 216 с.: ил. — ISBN 978-5-9524-3801-9.
- Окшотт Эварт. Рыцарь и его доспехи. Латное облачение и вооружение. — М.: ЗАО «Центрполиграф», 2007. — 192 с.: ил. — ISBN 978-5-9524-2636-8.
- Хогг Оливер. Эволюция оружия. От каменной дубинки до гаубицы / Пер. с англ. Л. А. Игоревского. — М.: ЗАО «Центрполиграф», 2008. — 272 с.: ил. — ISBN 978-5-9524-3512-4.
- Школьник Ю. К. Рыцари. Полная энциклопедия. — М.: Эксмо, 2014. — 176 с.: ил. — ISBN 978-5-699-53467-8.